# Fédération tunisienne des sports électroniques
 (mai 2023).
La Fédération tunisienne des sports électroniques (TunESF) est l'organisme de gestion, de promotion et de développement du esport (ou sport électronique) en Tunisie.
La TunESF est membre de la Fédération internationale d'esport.

## Présentation
Créée en 2017, la Fédération tunisienne des sports électroniques est régie par la loi organique no 95, relative aux structures sportives.
La féderation œuvre pour la considération de l'esport comme sport à part entière en Tunisie et a pour mission l'organisation et le développement de la pratique de ce sport.